# SWU Thymos
Sportstichting Wageningen Universiteit (SWU) Thymos is het overkoepelende orgaan van alle 33 studentensportverenigingen aan de Wageningse vestigingen van het Wageningen University & Research centre.
SWU Thymos organiseert evenementen voor studenten op sportgebied. Naast administratieve taken houdt het zich bezig met informatieverschaffing en het coördineren van inschrijvingen van Wageningse deelnemers aan landelijke evenementen zoals Studentenwintersport, het GNSK en de Batavierenrace. Ook houdt Thymos zich bezig met de organisatie van NSK’s in Wageningen en deelname van studenten aan NSK’s in Nederland.

## Organisatiestructuur
Thymos wordt bestuurd door het AB (Algemeen Bestuur). Het AB bestaat uit het Dagelijks Bestuur (DB) en de besturen van de studentensportverenigingen. Het AB komt 4 maal per jaar bijeen voor de AB-vergadering waarin belangrijke ontwikkelingen voor studentsporters worden besproken. Het AB krijgt inzicht in het beleid van het DB en speelt een controlerende rol ten opzichte van het DB.
Het DB bestaat uit 6 universitaire en hbo-studenten van Wageningen UR. Het DB zet zich een jaar lang fulltime in voor de sportende student van Wageningen. Dit gebeurt onder andere door het organiseren van evenementen voor studenten. Om de organisatie van alle evenementen mogelijk te maken zijn er veel studenten actief binnen verschillende commissies van SWU Thymos. Het DB overlegt regelmatig met het Universitair Sportcentrum de Bongerd (USB) over onder andere het sportprogramma, en houdt contact met Studentensport Nederland. Hierdoor wordt de sportende student in Wageningen ook op de hoogte gehouden van wat er op landelijk sportgebied gebeurt.

## Geschiedenis
In 1955 namen 5 studenten, allen afkomstig uit een van de grote studentenverenigingen die Wageningen toen rijk was, het initiatief tot de oprichting van Sportstichting Landbouwhogeschool Wageningen (SLW). De Sportstichting werd steeds professioneler en ging steeds meer activiteiten organiseren. De bekendste is de jaarlijkse Sportnacht, waarbij studenten gratis de hele nacht ludieke sporten kunnen beoefenen. In het collegejaar 1999-2000 werd het, door de naamsverandering van de universiteit, tijd voor een nieuwe  naam. Deze naam is Sportstichting Wageningen Universiteit Thymos (SWU Thymos) geworden. De naam Thymos verwijst naar het begrip zoals deze door Plato omschreven is: “Verrijking van de energie van de ziel door lichamelijke inspanning”. Deze definitie komt terug in de slogan van Thymos: “Move, and your body will be recharged”.